# Adolf Fehr (Skirennläufer)
Adolf Fehr (* 23. Oktober 1940 in Vaduz; † 29. Juni 2022) war ein liechtensteinischer Skirennläufer.

## Biografie
Fehr startete bei den Olympischen Winterspielen 1960 in Squaw Valley in allen drei Wettbewerben des  alpinen Skisports. Im Abfahrtsrennen belegte er den 41. und im Riesenslalom den 43. Rang. Im Slalom schied er im ersten Lauf bereits aus.